# Maria Costa
Maria Costa (també coneguda com a Marie Costa) és una política, traductora, filòloga i periodista nord-catalana. Des del 2020, és la batllessa del municipi dels Banys d'Arles i Palaldà, a la comarca del Vallespir. És membre de l'Assemblea Nacional Catalana i ha estat vicepresidenta de l'Assemblea de representants del Consell de la República. Afiliada a Unitat Catalana, el 2020 es dona d'alta com a militant de Junts per Catalunya.
Com a traductora, ha traduït al francès Gemma Ruiz, Lluís-Anton Baulenas i Eugeni Casanovas, i ha treballat de periodista a la revista Cap Catalogne. Ha estat cap de cultura i directora de relacions internacionals i de desenvolupament territorial a l'ajuntament de Perpinyà.
El 2023, en el context d'una protesta de batlles nord-catalans per la prohibició de fer servir el català als plens municipals, Costa duu a terme un acte d'insubmissió lingüística i desobediència, i intervé en català i en anglès al ple dels Banys d'Arles, amb l'objectiu de visibilitzar el que considera un cas de discriminació lingüística.